# Peter Mertens
Peter Mertens (Amberes, 17 de diciembre de 1969) es un escritor y político del Partido del Trabajo de Bélgica (PTB). Es presidente del PTB desde 2008 hasta 2021 y concejal por el mismo partido en la ciudad de Amberes desde 2012 y diputado federal desde 2019.

## Biografía
Nacido en la campiña flamenca del norte de Bélgica, Peter Mertens estuvo activo en el movimiento estudiantil contra el racismo y en las acciones de solidaridad durante el cierre de los Astilleros Boel, localizados en Tamise. Se licenció en Sociología en la Universidad de Gante. Posteriormente trabajó en el sector de la limpieza en diversas empresas de la zona del canal en Gante. En 1998 vuelve a Amberes, donde es nombrado responsable de la sección del PTB de la provincia.
En 2005 escribe La Clase Obrera en la Era de las Multinacionales, un libro teórico en el cual se desarrollan los aspectos de la lucha sindical y el movimiento obrero en relación con la actualidad económica mundial. Desde el año 2006 es responsable de la dirección diaria del partido. En el VIII Congreso del PTB, celebrado el 2 de marzo de 2008, fue elegido Presidente del PTB, cargo que ocupa hasta la actualidad. 
Con la llegada de la crisis financiera, en 2009 escribe Prioridad e Izquierda: Pistas Rojas para Salir de la Crisis. El escritor belga Dimitri Verhulst clasificó el libro como "lectura indispensable" para "abrir los ojos". Además de escribir desarrolla, junto al profesor Jan Blommaert, la Ronde Tafel van Socialisten (en español: mesa redonda de los socialistas) ', y es coorganizador del evento anual Dag van het Socialisme (en español: Jornada del socialismo) en Gante. Peter Mertens participa igualmente en la campaña "No en nuestro normbre", contra las tendencias que optan por la división de Bélgica.
A finales de 2011 escribe Comment osent-ils?: L’Euro, la Crise et le Grand Hold-up (en español: ¿Cómo osan?: El Euro, la Crisis y el Gran Atraco), un análisis de los intereses especulativos que están detrás de la crisis y la aplicación de medidas neoliberales perjudiciales. El 14 de octubre de 2012 fue elegido concejal por el ayuntamiento de Amberes.
- Datos: Q2074019
- Multimedia: Peter Mertens / Q2074019